# Malas temporadas
Pour plus de détails, voir Fiche technique et Distribution.
Malas temporadas est un film espagnol de Manuel Martín Cuenca, sorti en 2005.

## Synopsis
Un adolescent, Gonzalo, décide de s'enfermer; pendant que Mikel, Ana, Laura et Carlos, cherchent à vivre dans le monde qui leur échappe. Le film traite du destin de personnes que le hasard a fait se rencontrer et qui sont amenées à reconsidérer leurs choix de vie, seuls face à leur avenir.

## Fiche technique
- Titre : Malas temporadas
- Réalisateur : Manuel Martín Cuenca
- Scénario : Alejandro Hernández et Manuel Martín Cuenca
- Musique : Pedro Barbadillo
- Photographie : David Carretero
- Montage : Ángel Hernández Zoido
- Production : Pedro Zaratiegui
- Société de production : Iberrota Films
- Pays :  Espagne
- Genre : Drame
- Durée : 115 minutes
- Dates de sortie : 
  -  Espagne : 18 novembre 2005

## Distribution
- Javier Cámara : Mikel
- Nathalie Poza : Ana
- Emán Xor Oña : Carlos
- Leonor Watling : Laura
- Fernando Echebarría : Fabré
- Gonzalo Pedrosa : Gonzalo
- Pere Aquilluè : Pascual
- Raquel Vega : Rita